# Emilio Herrera Linares
Pour les articles homonymes, voir Herrera.
Emilio Herrera Linares, né le 13 février 1879 à Grenade et mort à Genève le 13 septembre 1967, est un ingénieur du génie militaire, aviateur et premier ministre en exil de la Seconde République espagnole.

## Biographie
Emilio Herrera Linares est diplômé de l'académie militaire de Guadalajara en 1902. Il poursuit ensuite des recherches, notamment dans le domaine aéronautique à l'Université de Santander. Il est le père du poète espagnol José Herrera Petere. Il est un descendant du célèbre architecte et mathématicien espagnol Juan de Herrera (1530-1593).
En 1909, il se marie avec Irene Aguilera Cappa. La même année il participe à l'expédition militaire espagnole en montgolfière sur Melilla, lors de la rébellion dans la partie orientale du protectorat espagnol au Maroc. Durant ce conflit, nait son fils, José Herrera Petere, futur poète et romancier communiste. 
Emilio Herrera Linares pilote également des avions. En 1914, il est le premier à franchir le détroit de Gibraltar en avion avec le copilote José Ortiz Echagüe. Le Roi Alfonso XIII le nomme Gentilhomme après le vol.
En 1918, Emilio Herrera Linares conçoit en collaboration avec l'ingénieur Leonardo Torres Quevedo, un dirigeable transatlantique, qu'ils appellent Hispania, faisant de l'Espagne le premier pays à voler en dirigeable au-dessus de l'océan Atlantique.
En 1935, il réalise dans les ateliers du Cercle des Montgolfières de Guadalajara et dans le Laboratoire d'aérodynamique de Cuatro Vientos, la conception, d'une part, d'un ballon stratosphérique qui pouvait atteindre les 26 000 mètres d'altitude et d'autre part, la première combinaison spatiale qui comprend un microphone, un ensemble à respirer antivapeur, des thermomètres, des baromètres et plusieurs outils pour mesurer et prélever des échantillons.
Au cours de la guerre civile espagnole, il reste fidèle au gouvernement républicain. En 1937, il est promu général. Ses deux fils se battent au côté des Républicains espagnols. Mais l'un de ses fils, Emilio Herrera Aguilera (alias Pikiki), est tué lors de la bataille de Belchite à l'âge de 19 ans.
En 1939, Il fuit avec le ministre espagnol de la Défense (républicain) Indalecio Prieto en Amérique latine.
Il est ministre dans plusieurs gouvernements de la Seconde République espagnole en exil, et le président de celle-ci entre 1960 et 1962. Il meurt à Genève en 1967. Après la mort du dictateur espagnol Francisco Franco, son corps est rapatrié en Espagne et enterré au cimetière de sa ville natale de Grenade.

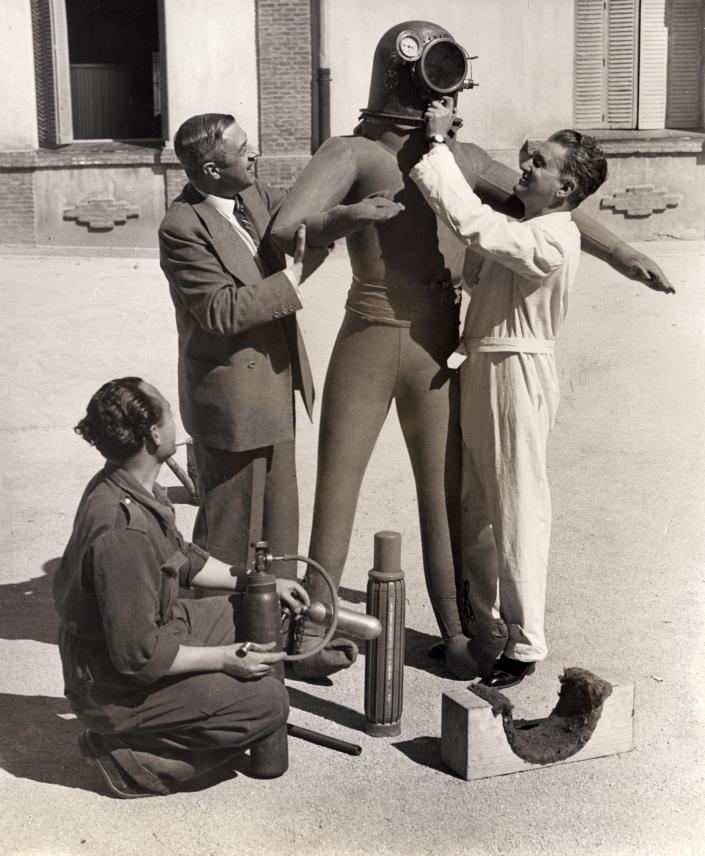
Prototype de combinaison spatiale stratosphérique, conçu par Herrera pour un vol stratosphérique vers 1935.